# 宗形深津
宗形 深津（むなかた の ふかつ、生年没不詳）は奈良時代の宗像地方（現在の福岡県宗像市）の豪族。姓は朝臣。官位は外従五位下・宗形郡大領。名を保津とする写本もある。

## 記録
天平神護3年（767年）、僧侶寿応の勧誘により、金埼船瀬（現在の福岡県宗像郡玄海町鐘崎に存在した）を造った功績により、外従六位下から外従五位下に昇叙されている。この時、妻の竹生王も無位から従五位下に叙せられている。
宗像大社の神主でもあった。